# Euphorbia tisserantii
Euphorbia tisserantii là một loài thực vật có hoa trong họ Đại kích. Loài này được A.Chev. & Sillans mô tả khoa học đầu tiên năm 1953.